# Guettarda stenophylla
Guettarda stenophylla là một loài thực vật có hoa trong họ Thiến thảo. Loài này được Urb. mô tả khoa học đầu tiên năm 1912.